# Расулов Ельхан Афсар-огли
Ельхан Афсарогли Расулов (азерб. Elxan Rəsulov нар. 26 березня 1960, Баку, Азербайджанська РСР) — радянський та азербайджанський футболіст, який грав на позиції воротаря.

## Біографія
Расулов почав займатися футболом у групі підготовки команди «Нефтчі». Виступав на першості міста аж до 17 років. Після випускного він автоматично потрапив у першу команду «Нефтчі». У 1978 році він зіграв товариські матчі в складі «Нефтчі» проти олімпійської збірної СРСР, яка готувалася до Олімпіади 1980 року у Москві. Тоді ж він познайомився з Рінатом Дасаєвим. Офіційний дебют Расулова у складі «Нефтчі» відбувся в 1979 році, суперником було московське «Динамо». На 87-й хвилині матчу за рахунку 0:0 у ворота бакинців призначили пенальті. Гравець москвичів Олександр Максименков зумів переграти Расулова. Гра так і закінчилася перемогою «Динамо» з мінімальним рахунком. У тому сезоні воротар зіграв ще кілька матчів. У 1981 році в складі «Нефтчі» він зіграв всі матчі сезону. З 34 матчів найбільш пам'ятними були нічиї 1:1 з київським «Динамо» та московським «Спартаком».
Потім Расулова призвали в армію. Служити довелося в Москві, завдяки цьому воротаря запросили в ЦСКА. Расулов поїхав з командою на збори в Болгарію, де відбулася розмова з головним тренером, Альбертом Шестерньовим. Він запропонував Расулову два варіанти: стати другим воротарем після Валерія Новікова в ЦСКА або поїхати в інший армійський клуб. Воротарем зацікавилися ростовський СКА, смоленська армійська команда і львівське СКА «Карпати». Шестерньов порадив Расулову вибрати останніх. Расулов поспілкувався з тренером львівської команди Миколою Самаріним, вони домовилися, що воротар повинен був приїхати в Сочі, де СКА «Карпати» готувалися до сезону на зборах.
У 1983 році Расулов офіційно перейшов у СКА «Карпати», де став першим воротарем команди. У першому ж сезоні «суха серія» воротаря налічувала майже 500 хвилин. У 1984 році СКА «Карпати» здобули пам'ятну перемогу над волгоградським «Ротором» з рахунком 8:0. У 1988 році львів'яни обіграли ЦСКА в Москві, і ця поразка коштувала москвичам виходу в Вищу лігу.
У 1988 році головним тренером львівської команди став Іштван Секеч і команда була суттєво оновленою, тому по завершенню сезону Расулов покинув клуб і наступних два роки провів у Хабаровську за хабаровський СКА.
У 1991 році Ельхан відправився до Польщі, де з березня захищав кольори «Сталі» (Сянік), після чого повернувся в Азербайджан, в рідний клуб «Нефтчі» (Баку).
Влітку 1993 року Мирон Маркевич запросив його повернутися у львівські «Карпати». Расулов дебютував у Вищій лізі України 22 серпня 1993 року в матчі проти шепетівського «Темпу» (1:1). По поверненню в клуб у Расулова була конкуренція з Богданом Стронціцьким. Останній був молодшим, тому перевага віддавалася йому. Тим не менш, воротарі підтримували дружні стосунки. Расулов грав в «Карпатах» до 1997 року. Він також провів по одному матчу за дубль «Карпат» та «Кристал» (Чортків) на правах оренди.
1997 року в «Карпатах» з'явився молодий воротар Олег Береський, який мав скласти конкуренцію Богдану Стронціцькому і Расулов у 37-річному віці покинув Львів. Потім знайомий запропонував Ельхану поїхати в Німеччину, і воротар погодився. Він перейшов в аматорський клуб «Герфорд» з п'ятого за рівнем дивізіону країни, де пограв ще два роки, а потім там само обійняв посаду тренера воротарів.